# USS LST-579
O USS LST-579 foi um navio de guerra norte-americano da classe LST que operou durante a Segunda Guerra Mundial.